# Epyc
Epyc(에픽)은 옵테론의 후속으로 개발된 AMD의 x86 서버용 프로세서이며, 자사의 젠 마이크로아키텍처를 기반으로 제작되었다. 2017년에 선보였다.

## 역사

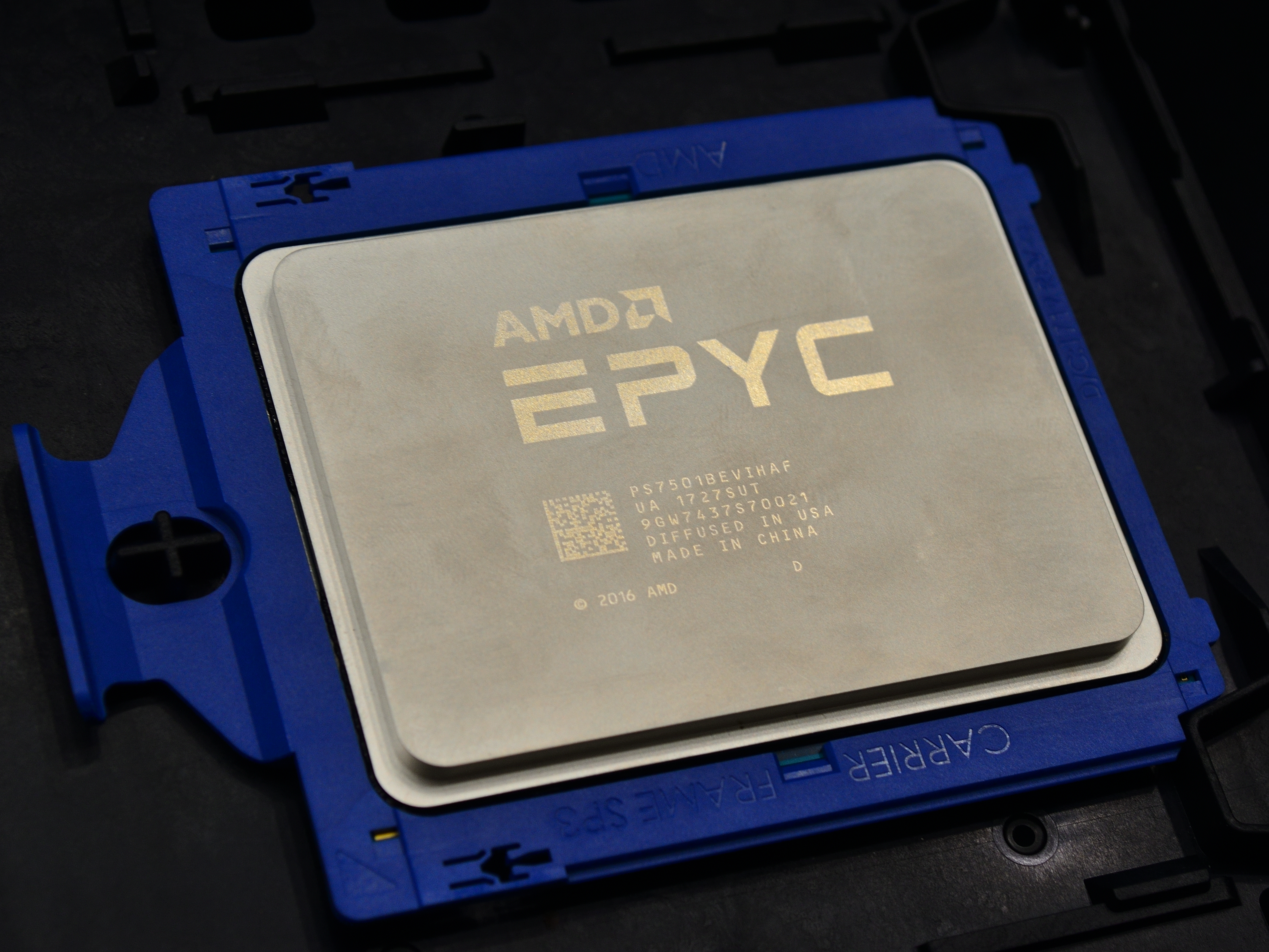
1세대 Epyc 프로세서

2017년 3월 AMD는 Naples 코드명의 젠 마이크로아키텍처 기반의 서버 플랫폼을 발표하였으며 5월 Epyc이라는 브랜드 이름으로 공식 공개하였다. 그 해 6월, AMD는 Epyc 7000 시리즈 프로세서를 출시함으로써 공식적으로 Epyc을 런칭하였다.

## 디자인
에픽은 1~2개 소켓 시스템을 목표로 개발되었다. 멀티프로세서 구성에서 2개의 Epyc CPU들은 AMD의 인피니티 패브릭(Infinity Fabric)을 통해 연결되어 구동된다.  각 서버 칩은 8채널의 메모리와 128개 레인의 PCI 익스프레스 3.0을 지원하며 그 중 64개 레인은 듀얼 프로세서로 구성 시 인피니티 패브릭을 경유하는 CPU 대 CPU 통신을 위해 사용된다.
모든 Epyc 프로세서들은 멀티 칩 모듈에서 4개의 8코어 Zeppelin 다이(라이젠 프로세서에서 보이는 동일한 다이)로 구성되며 각 Zeppelin 다이 상의 개별 코어 컴플렉스의 코어들을 동시에 비활성화하여 다양한 제품 코어 수를 보여준다.

## 반응
Epyc의 초기 반응은 대체적으로 긍정적이었다. Epyc은 슈퍼컴퓨터, 빅 데이터 응용 등 코어가 독립적으로 동작하는 조건에서 대체적으로 인텔 CPU를 압도하는 것으로 확인되었다. Epyc은 더 높은 캐시 레이턴시로 인해 인텔의 제온 부분과 비교해 데이터베이스 작업에서는 뒤쳐지는 것으로 나타났다.

## Epyc 프로세서 목록

### 서버용 프로세서

#### 네이플스 (Naples)
| 모델       | 소켓 구성 | 코어 (스레드) | 클럭 속도 (GHz) | 클럭 속도 (GHz) | 클럭 속도 (GHz) | 캐시     | 캐시    | 메모리 지원        | TDP (W) | 출시일     | 출시 가격 (USD) |
| 모델       | 소켓 구성 | 코어 (스레드) | 기본            | 부스트          | 부스트          | L2 (kB)  | L3 (MB) | 메모리 지원        | TDP (W) | 출시일     | 출시 가격 (USD) |
| 모델       | 소켓 구성 | 코어 (스레드) | 기본            | 모든 코어       | 최대            | L2 (kB)  | L3 (MB) | 메모리 지원        | TDP (W) | 출시일     | 출시 가격 (USD) |
| ---------- | --------- | ------------- | --------------- | --------------- | --------------- | -------- | ------- | ------------------ | ------- | ---------- | --------------- |
| Epyc 7351P | 1P        | 16 (32)       | 2.4             | 2.9             | 2.9             | 16 x 512 | 64      | DDR4-2666 8개 채널 | 155/170 | 2017년 6월 | 0$750+          |
| Epyc 7401P | 1P        | 24 (48)       | 2.0             | 2.8             | 3.0             | 24 x 512 | 64      | DDR4-2666 8개 채널 | 155/170 | 2017년 6월 | $1075+          |
| Epyc 7551P | 1P        | 32 (64)       | 2.0             | 2.55            | 3.0             | 32 x 512 | 64      | DDR4-2666 8개 채널 | 180     | 2017년 6월 | $2100+          |
| Epyc 7251  | 2P        | 8 (16)        | 2.1             | 2.9             | 2.9             | 8 x 512  | 32      | DDR4-2400 8개 채널 | 120     | 2017년 6월 | 0$475+          |
| Epyc 7281  | 2P        | 16 (32)       | 2.1             | 2.7             | 2.7             | 16 x 512 | 32      | DDR4-2666 8개 채널 | 155/170 | 2017년 6월 | 0 $650+         |
| Epyc 7301  | 2P        | 16 (32)       | 2.2             | 2.7             | 2.7             | 16 x 512 | 64      | DDR4-2666 8개 채널 | 155/170 | 2017년 6월 | 0 $800+         |
| Epyc 7351  | 2P        | 16 (32)       | 2.4             | 2.9             | 2.9             | 16 x 512 | 64      | DDR4-2666 8개 채널 | 155/170 | 2017년 6월 | $1100+          |
| Epyc 7401  | 2P        | 24 (48)       | 2.0             | 2.8             | 3.0             | 24 x 512 | 64      | DDR4-2666 8개 채널 | 155/170 | 2017년 6월 | $1850+          |
| Epyc 7451  | 2P        | 24 (48)       | 2.3             | 2.9             | 3.2             | 24 x 512 | 64      | DDR4-2666 8개 채널 | 180     | 2017년 6월 | $2400+          |
| Epyc 7501  | 2P        | 32 (64)       | 2.0             | 2.6             | 3.0             | 32 x 512 | 64      | DDR4-2666 8개 채널 | 155/170 | 2017년 6월 | $3400+          |
| Epyc 7551  | 2P        | 32 (64)       | 2.0             | 2.55            | 3.0             | 32 x 512 | 64      | DDR4-2666 8개 채널 | 180     | 2017년 6월 | $3400+          |
| Epyc 7601  | 2P        | 32 (64)       | 2.2             | 2.7             | 3.2             | 32 x 512 | 64      | DDR4-2666 8개 채널 | 180     | 2017년 6월 | $4200+          |

### 임베디드 서버용 프로세서

#### 네이플스 (Naples)
2018년 2월, AMD는 EPYC 3000 시리즈의 임베디드 젠 CPU를 발표하였다.

| 모델      | 코어 (스레드) | 클럭 속도 (GHz) | 클럭 속도 (GHz) | 클럭 속도 (GHz) | 캐시     | 캐시    | 메모리 지원        | TDP (W) | 출시일     |
| 모델      | 코어 (스레드) | 기본            | 부스트          | 부스트          | L2 (kB)  | L3 (MB) | 메모리 지원        | TDP (W) | 출시일     |
| 모델      | 코어 (스레드) | 기본            | 모든 코어       | 최대            | L2 (kB)  | L3 (MB) | 메모리 지원        | TDP (W) | 출시일     |
| --------- | ------------- | --------------- | --------------- | --------------- | -------- | ------- | ------------------ | ------- | ---------- |
| Epyc 3101 | 4 (4)         | 2.1             | 2.9             | 2.9             | 4 x 512  | 8       | DDR4-2666 2개 채널 | 35      | 2018년 2월 |
| Epyc 3151 | 4 (8)         | 2.7             | 2.9             | 2.9             | 4 x 512  | 16      | DDR4-2666 2개 채널 | 45      | 2018년 2월 |
| Epyc 3201 | 8 (8)         | 1.5             | 3.1             | 3.1             | 8 x 512  | 16      | DDR4-2133 2개 채널 | 30      | 2018년 2월 |
| Epyc 3251 | 8 (16)        | 2.5             | 3.1             | 3.1             | 8 x 512  | 16      | DDR4-2666 2개 채널 | 50      | 2018년 2월 |
| Epyc 3301 | 12 (12)       | 2.0             | 2.15            | 3.0             | 12 x 512 | 32      | DDR4-2666 4개 채널 | 65      | 2018년 2월 |
| Epyc 3351 | 12 (24)       | 1.9             | 2.75            | 3.0             | 12 x 512 | 32      | DDR4-2666 4개 채널 | 80      | 2018년 2월 |
| Epyc 3401 | 16 (16)       | 1.85            | 2.25            | 3.0             | 16 x 512 | 32      | DDR4-2666 4개 채널 | 85      | 2018년 2월 |
| Epyc 3451 | 16 (32)       | 2.15            | 2.45            | 3.0             | 16 x 512 | 32      | DDR4-2666 4개 채널 | 100     | 2018년 2월 |